# Arrondissement Vitry-le-François
Arrondissement Vitry-le-François (fr. Arrondissement de Vitry-le-François) je správní územní jednotka ležící v departementu Marne a regionu Grand Est ve Francii. Člení se dále na tři kantony a 113 obcí.

## Kantony
od roku 2015:
- Châlons-en-Champagne-3 (část)
- Sermaize-les-Bains
- Vitry-le-François-Champagne et Der

před rokem 2015:
- Heiltz-le-Maurupt
- Saint-Remy-en-Bouzemont-Saint-Genest-et-Isson
- Sompuis
- Thiéblemont-Farémont
- Vitry-le-François-Est
- Vitry-le-François-Ouest